# Грета Гарбо
Гре́та Га́рбо (англ. Greta Garbo, до шлюбу Грета-Ловіза Густафсон, швед. Greta Lovisa Gustafsson; 18 вересня 1905 — 15 квітня 1990) — шведська та американська акторка, популярна в епоху німого кіно й «золотої доби» Голлівуда. У 1950 році визнана найбільшою зіркою німого кіно XX століття. Вважається однією з найбільших і найзагадковіших зірок Голлівуду. У 1955 році відзначена почесною премією Оскар. У 1999 році зайняла 5 місце в рейтингу найвидатніших кінозірок за версією Американського інституту кіномистецтва. Розвинула амплуа загадкових, фатальних жінок, ведучи надзвичайно замкнутий спосіб життя: повністю відмовлялася від реклами й спілкування з пресою і фанами.

## Життєпис
Народилася 18 вересня 1905 року в Стокгольмі (Швеція) в бідній родині. У 1918 році батько помер від туберкульозу, і Греті довелося кинути школу й шукати заробіток.

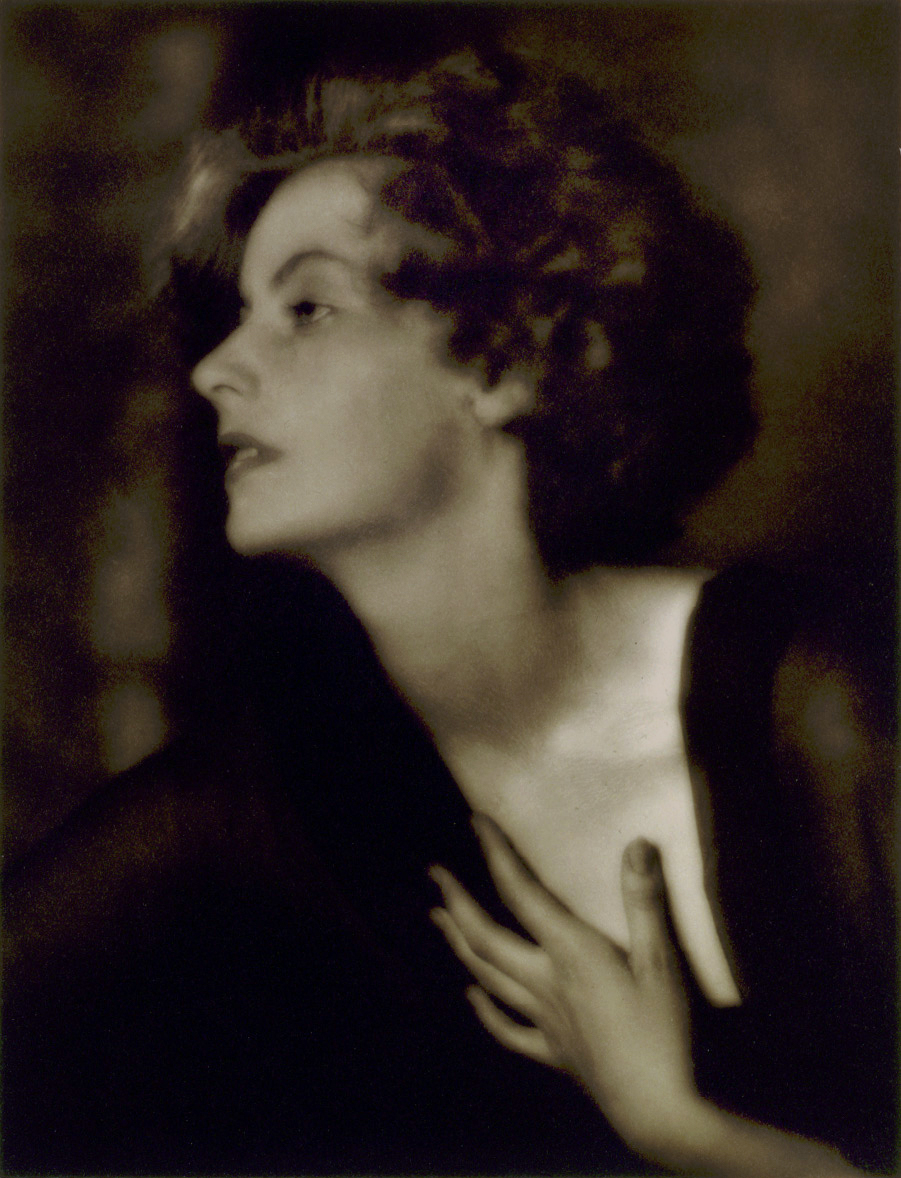
Грета Гарбо у віці 20 років (1925 р.)

Спочатку Грета влаштувалася прибиральницею в перукарні, служила в банку, потім продавчинею у великому універмазі «Паб». Тут отримала пропозицію спробувати себе моделлю реклами. Дебютувала у 1921 році в ролику «Як не треба одягатися», після чого запрошена демонструвати купальники; потім були ще кілька ролей у рекламі та короткометражних комедіях.
За одну з ролей отримала стипендію на навчання в студії «Драматен» при Королівському стокгольмському театрі драми.
У 1922 році отримала роль у картині «Петер-волоцюга» комедійного режисера Еріка Патчера. Того ж року вступила в школу драматичного мистецтва при Королівському драматичному театрі Стокгольма, де познайомилася з режисером Моріцем Стіллером, який придумав псевдонім Грета Гарбо на основі імені популярної в той час норвезької акторки Еріки Дарбі.
У 1924 році Гарбо зіграла Елізабет Дону у фільмі Стіллера за романом Сельми Лагерлеф «Сага про Єсту Берлінґа». Наступну, третю драматичну свою роль, Гарбо виконала у стрічці класика німецького німого кіно Георга Пабста «Безрадісний провулок» (1925). Ця робота миттєво ввела її до числа найбільших кінозірок Європи.

### Зірка німого кіно (1925—1929)

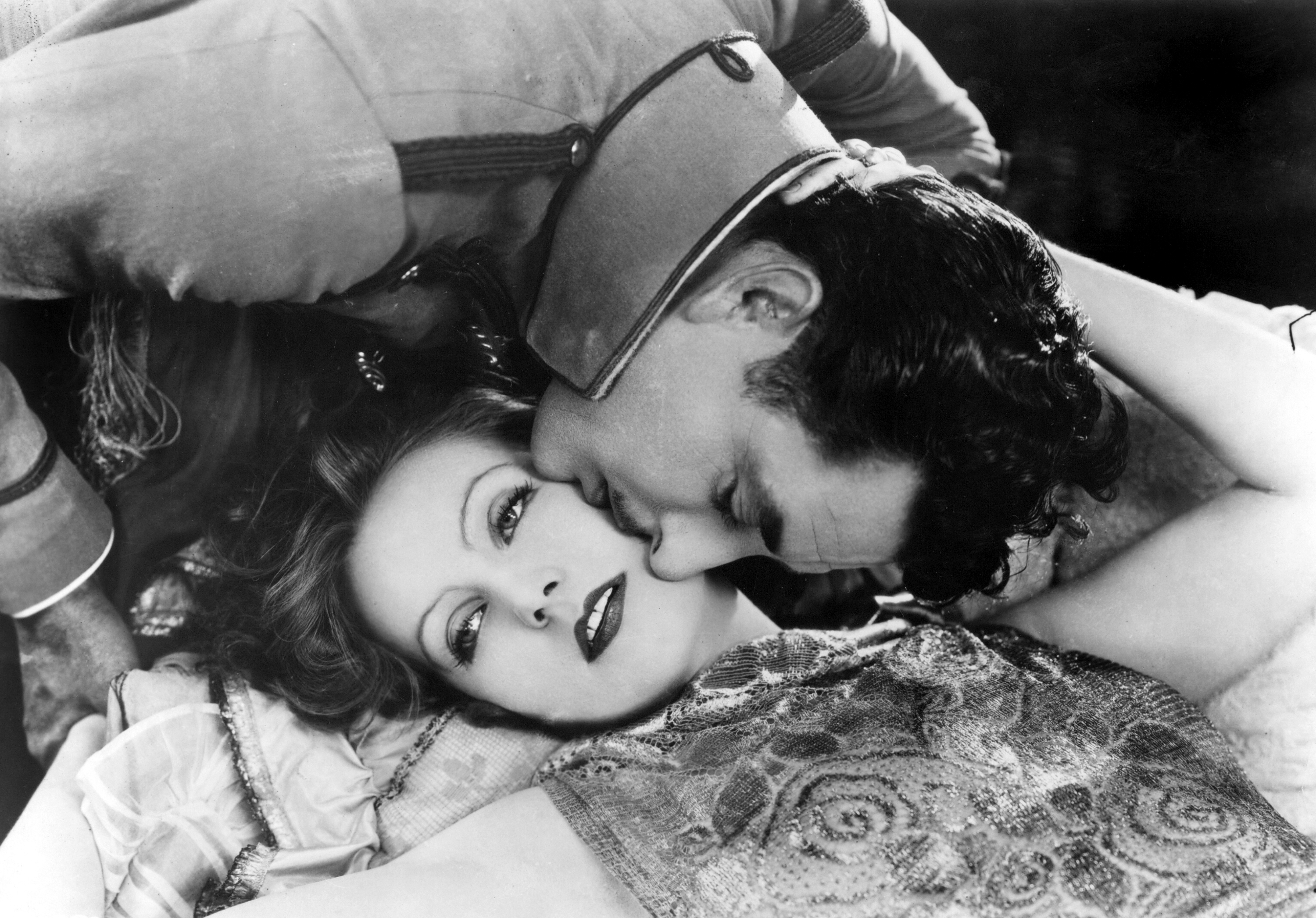
Гарбо у фільмі Плоть і диявол (1926) з Джоном Гілбертом

У 1925 році до Моріца Стіллера надійшло запрошення до Голлівуду, і він домігся другого контракту для Гарбо. У Голлівуді Гарбо знялася у двох фільмах «Потік» (1926) і «Спокусниця» (1926). Фільми пройшли успішно, і Гарбо отримала п'ятирічний контракт. Знімалася в кількох фільмах щорічно: «Плоть і диявол» (1927), «Кохання» (1927, екранізація «Анни Кареніної»), «Божественна жінка» (1928) тощо. Останнім німим фільмом Гарбо став «Поцілунок» (1929).

### Ікона «Золотого віку» (1930—1939)
З настанням ери звукового кінематографу всі чекали, як же заговорить «скандинавський сфінкс» (так називала Гарбо критика). Дебютом Гарбо у звуковому кіно став фільм «Анна Крісті», за яким були «Роман» (1930 рік), «Натхнення» (1931 рік), «Сюзанна Ленокс: її падіння і піднесення» (1931 рік), «Мата Харі» (1931 рік), «Гранд Готель» (1932 рік), «Якою ти мене бажаєш» (1932 рік).
Усього Грета Гарбо зіграла в 10 німих і в 14 звукових фільмах.
Фільм «Гранд-Готель» у 1932 році удостоєний премії «Оскар». Потім протягом деякого часу Гарбо не знімалася через конфлікт щодо умов її контракту. Врешті-решт керівництво MGM поступилося й склало новий контракт, який представляв Гарбо виключні права.
У середині 1930-х Гарбо зіграла три цікаві для неї ролі: королеву Христину (1933), Анну Кареніну (1935) та Маргариту Готьє (у фільмі «Камелії» або «Дама з камеліями», 1936).
У 1938 році Грета Гарбо вперше знялася у комедійному амплуа у стрічці «Ніночка». Після провалу останнього свого фільму «Дволика жінка» (1941) акторка назавжди залишила кіно. Гарбо планувала повернутися в кіно після закінчення Другої світової війни, але цьому наміру не судилося здійснитися.

### Після кінематографу
У 1951 році Грета Гарбо прийняла американське громадянство.
У 1954 році отримала спеціальну премію «Оскар» за видатний внесок у розвиток кіномистецтва.
У 1953 Гарбо купила семикімнатні апартаменти в Мангеттені (Нью-Йорк) і жила там до кінця життя (450 East 52nd Street) під ім'ям міс Гаррієтт Браун. На вулиці вона з'являлася тільки в темних окулярах, з репортерами та журналістами не спілкувалася. Її коло спілкування становили лише обрані: Черчилль, Ротшильд, Онассіс, члени шведської королівської родини. За винятком тих років, коли кар'єра Гарбо тільки починалася, вона ніколи не давала інтерв'ю, автографів, не була присутня на прем'єрах своїх фільмів і не відповідала на листи шанувальників і шанувальниць.
Усі пропозиції знову повернутися на екран Гарбо відкидала.
У 1970-ті роки стало відомо, що велика частина торгівельного центру на Родео-Драйв у Беверлі-Гіллз належить Гарбо. Крім того, вона володіла будинками в Нью-Йорку і в Швеції, а також унікальною колекцією живопису. Її фінансовими консультантами були найбільші фінансисти Америки.

### Смерть і поховання
Грета Гарбо померла 15 квітня 1990 року. Всі багатомільйонні статки залишила своїй племінниці Грей Райнсфілд і заповідала поховати себе в рідному Стокгольмі. Безліч юридичних складнощів призвели до того, що урна з її прахом дев'ять років зберігалася в похоронній конторі в Нью-Йорку. І тільки влітку 2000 року урну перевезли до Стокгольма, щоб віддати землі на цвинтарі Скугсчюркогорден у колі нечисленних близьких друзів.

## Особисте життя
Грета Гарбо ніколи не виходила заміж, не мала дітей і прожила сама більшу частину дорослого життя. Її найвідоміший роман був з її частим колегою по MGM Джоном Гілбертом, з яким вона жила з перервами у 1926 та 1927 роках. Невдовзі після початку їх стосунків Гілберт почав допомагати їй розвивати акторські навички на знімальному майданчику, спілкуватися на вечірках та мати справу з начальством студії. Гілберт нібито неодноразово пропонував Гарбо шлюб, і вона зрештою погодилася, але втекла з-під вінця в 1927. У наступні роки, коли Гарбо запитали про Гілберта, вона сказала: «Я не пам'ятаю, що я в ньому коли-небудь бачила».
У 1937 році Гарбо познайомилася з Леопольдом Стоковським, тодішнім диригентом Філадельфійського оркестру, з яким мала короткі, але широко розрекламовані стосунки, поки пара подорожувала Європою наступного року; чи були ці стосунки романтичними, чи платонічними, невідомо. У своєму щоденнику Еріх Марія Ремарк згадував зв'язок з Гарбо в 1941 році. У своїх мемуарах бісексуальний британський фотограф та дизайнер інтер'єрів Сесіл Бітон описав роман з нею в 1947 та 1948 роках.
Гарбо якось сказала: «Якби я колись когось і кохала, то це був би Моріц Стіллер».
Пізніші біографи припускають, що, оскільки ймовірно вона мала інтимні стосунки як з жінками, так і з чоловіками, Гарбо була бісексуальною, можливо навіть «переважно лесбійкою». У 1927 році Гарбо познайомили з театральною та кіноакторкою Ліліан Тешман, і, за словами деяких письменників, у них, можливо, був роман. Зірка німого кіно Луїза Брукс заявила, що наступного року у них з Гарбо був короткий зв'язок. Пізніше вона описала Гарбо як маскулінну, але «чарівну та ніжну коханку».
У 1931 році Гарбо потоваришувала з письменницею та визнаною лесбійкою Мерседес де Акостою, з якою познайомилася через Сальку Фіртель, і, за словами біографів Гарбо та де Акости, між ними почався епізодичний та бурхливий роман. Вони залишалися подругами — зі злетами та падіннями — майже 30 років, протягом яких Гарбо написала де Акості 181 лист, листівку та телеграму, які зараз зберігаються в Музеї та бібліотеці Розенбаха у Філадельфії. Родина Гарбо, яка контролює її майно, зробила загальнодоступними лише 87 з них.
У 2005 році спадкоємці Мімі Поллак оприлюднили 60 листів, які Гарбо написала їй під час їхнього довгого листування. Кілька листів свідчать про те, що вона, можливо, мала романтичні почуття до Поллак протягом багатьох років. Наприклад, дізнавшись про вагітність Поллак у 1930 році, Гарбо написала: «Ми не можемо вдіяти з нашою природою, як її створив Бог. Але я завжди думала, що ми з тобою належимо одна одній». У 1975 році вона написала вірш про те, що не може доторкнутися до руки своєї подруги, з якою вона, можливо, йшла по життю.

## Фільмографія

### Німі фільми
- 1920 Herr och fru Stockholm / Пан і пані Стокгольм
- 1921 Konsum Stockholm Promo
- 1921 En Lyckoriddare — Дівчина
- 1922 Karlekens ogon — епізодична роль
- 1922 Петер-бурлака — Грета
- 1924 Сага про Єсту Берлінґа — Елізабет Дона
- 1925 Безрадісний провулок — Грета Рамфорт
- 1926 Потік — Леонора Морено
- 1926 Спокусниця — Єлена
- 1926 Плоть і диявол — Фелісітас
- 1927 Любов — Анна Кареніна
- 1928 Божественна жінка — Маріанна
- 1928 Таємнича леді — Таня Федорова
- 1928 Жінка справи — Діана Меррік Фернесс
- 1929 Дикі орхідеї — Ліллі Стерлінг
- 1929 Єдиний стандарт — Арден Стюарт Х'юлетт
- 1929 Поцілунок — Ірен Гуаррі

### Звукові фільми
- 1930 Анна Крісті — Анна Крісті
- 1930 Роман — Мадам Рита Кавалліні
- 1931 Натхнення — Івонна Вальбрет
- 1931 С'юзан Ленокс: Падіння й зліт — С'юзан Ленокс
- 1931 Мата Харі — Мата Харі
- 1932 Гранд-готель — Грузинська
- 1932 Ви бажаєте мене — Зара
- 1933 Королева Крістіна — Королева Крістіна
- 1934 Розмальована вуаль — Кетрин Фейн
- 1935 Анна Кареніна — Анна Кареніна
- 1936 Дама з камеліями — Маргарита Готьє
- 1937 Підкорення — Графиня Марія Валевска
- 1939 Ніночка — Ніна Іванівна Якушова (Ніночка)
- 1941 Дволика жінка — Карин Борг Блейк

## Відзнаки, нагороди та вшанування
- Журнал Premiere помістив Гарбо на восьме місце в списку найбільших кінозірок всіх часів. Вона також присутня на п'ятому місці в рейтингу легенд кіноекрану за версією Американського інституту кіно.
- Гарбо згадувалася в п'єсі Жана Кокто «Священні чудовиська». Так герой назвав героїню, яка мріяла зніматися в кіно.
- До дебютного альбому «Cendres de lune» французької співачки Мілен Фармер увійшла пісня «Greta», присвячена Гарбо. У музичних програшах пісні звучить голос Гарбо, взятий з різних уривків фільмів, у яких вона грала.
- 23 вересня 2005, на честь 100-річчя з дня народження Гарбо, випущено поштову марку з її зображенням

## Виноски
1. ↑  Attributed to multiple references:[19][20][21][22][23][24]